# Saint-Étienne-Cantalès
Saint-Étienne-Cantalès é uma comuna francesa na região administrativa de Auvérnia-Ródano-Alpes, no departamento de Cantal. Estende-se por uma área de 11,06 km². Em 2010 a comuna tinha 141 habitantes (densidade: 12,7 hab./km²).